# Pas de repos pour Billy Brakko
Pas de repos pour Billy Brakko est un court métrage français réalisé par Jean-Pierre Jeunet, sorti en 1984.
Le court métrage est tiré de Pas de linceul pour Billy Brakko, publié dans le Métal Hurlant n°27 (1978), scénarisé et dessiné par Marc Caro.

## Synopsis
Après deux ans de fuite, Billy Brakko apprend quelque chose de surprenant dans le journal.

## Fiche technique
- Titre : Pas de repos pour Billy Brakko
- Réalisation et montage : Jean-Pierre Jeunet
- Sons : Marc Caro
- Film français
- Date de sortie : 1984 (France)
- Durée : 5 minutes
- Production : Zootrope

## Distribution
- Marc Caro
- Jean Bouise (voix)
- Phil Gascar
- Jean-Pierre Jeunet